# Toros
Toros (bulgariska: Торос) är ett distrikt i Bulgarien.   Det ligger i kommunen Obsjtina Lukovit och regionen Lovetj, i den centrala delen av landet, 90 km nordost om huvudstaden Sofia.
Omgivningarna runt Toros är en mosaik av jordbruksmark och naturlig växtlighet. Runt Toros är det glesbefolkat, med 13 invånare per kvadratkilometer.